# Panoptikum (Fernsehsendung)
Panoptikum war eine österreichische Fernsehsendung, die  vom 8. Februar 1975 bis zum 16. November 1996 im ORF 1 lief.

## Beschreibung
Panoptikum war eine einer Wochenschau ähnliche Nachrichtensendung, die Meldungen aus aller Welt zum Inhalt hatte. Zu Beginn lief die Sendung nach dem Samstag-Abend-Spielfilm, die Ausstrahlung wurde dann aber auf samstags, 18 Uhr und später auf freitags, 18 Uhr verlegt.
Die Berichte wurden nur von kurzen Grafikanimationen unterbrochen. Nachdem die Sendung abgesetzt worden war, wurde dieses Format, allerdings mit Moderationen zwischen den Filmberichten, im Rahmen der ORF-Wochenschau weitergeführt.
Als Sprecher fungierten abwechselnd Walter Benn und Christa Stampfer, die Titelmelodie der Sendung war der Unsquare Dance von Dave Brubeck. Diese Sendung ist auch hauptverantwortlich dafür, dass sich dieses Lied in Österreich auch heute noch größter Bekannt- und Beliebtheit erfreut.

## Weblink
- Illustrierte als TV-Renner. In: Arbeiter-Zeitung. Wien 7. Februar 1987, S. 30.